# إدموند شيبارد
إدموند شيبارد (بالإنجليزية: Edmund Sheppard)‏ هو قاضي أسترالي، ولد في 1 نوفمبر 1826، وتوفي في 22 ديسمبر 1882 في لندن في المملكة المتحدة.